# Jesús Martínez (futbolista)
Jesús Alberto Martínez Morales es un futbolista que en estos momentos milita en el Sportivo Trinidense.
Martínez se destacó en la pésima campaña del Sportivo Trinidense, siendo el mejor jugador del equipo y gracias a esas actuaciones llegó al Club Guaraní, además fue el único jugador del club que llegó a estar en el equipo titular del 2007 y 2009 que ascendió a la Primera División.
También ha jugando en el exterior para el Charleston Battery y ha representado su país a nivel sub-20 y sub-23.[cita requerida]

## Clubes
| Club                | País     | Año       |
| ------------------- | -------- | --------- |
| Sportivo Trinidense | Paraguay | 2002-2003 |
| Charleston Battery  | USA      | 2004-2006 |
| Sportivo Trinidense | Paraguay | 2006-2007 |
| Guaraní             | Paraguay | 2008      |
| Sportivo Trinidense | Paraguay | 2009-     |

## Títulos
Oficiales
| Título                       | Club                | País     | Año  |
| ---------------------------- | ------------------- | -------- | ---- |
| Segunda División de Paraguay | Sportivo Trinidense | Paraguay | 2009 |

No Oficiales
| Título                                | Club                | País     | Año  |
| ------------------------------------- | ------------------- | -------- | ---- |
| Cuadrangular Internacional de Uruguay | Sportivo Trinidense | Paraguay | 2010 |